# Vhils
Vhils, pseudonimo di Alexandre Manuel Dias Farto (1987), è un artista portoghese.

## Biografia
Alexandre Farto è nato in Portogallo nel 1987. Ha studiato alla Byam Shaw School of Art di Londra e vive e lavora a Londra e Lisbona.
Ha raggiunto la notorietà quando il suo lavoro di un volto scolpito su un muro è apparso accanto a un'immagine di Banksy al Cans Festival del 2008 e una sua fotografia che lo ritraeva mentre era all'opera è stata pubblicata sulla prima pagina del Times.
Nel 2013, durante il Fremantle Street Arts Festival, il Norfolk Hotel di Fremantle è stato decorato da Vhils con un'immagine originale della prima senatrice australiana Dorothy Tangney.
Il Luxembourg Freeport, un deposito d'arte situato in una zona franca all'interno dell'aeroporto del Lussemburgo, presenta un grande murale di Vhils inciso su uno dei muri di cemento dell'atrio.

## Galleria d'immagini

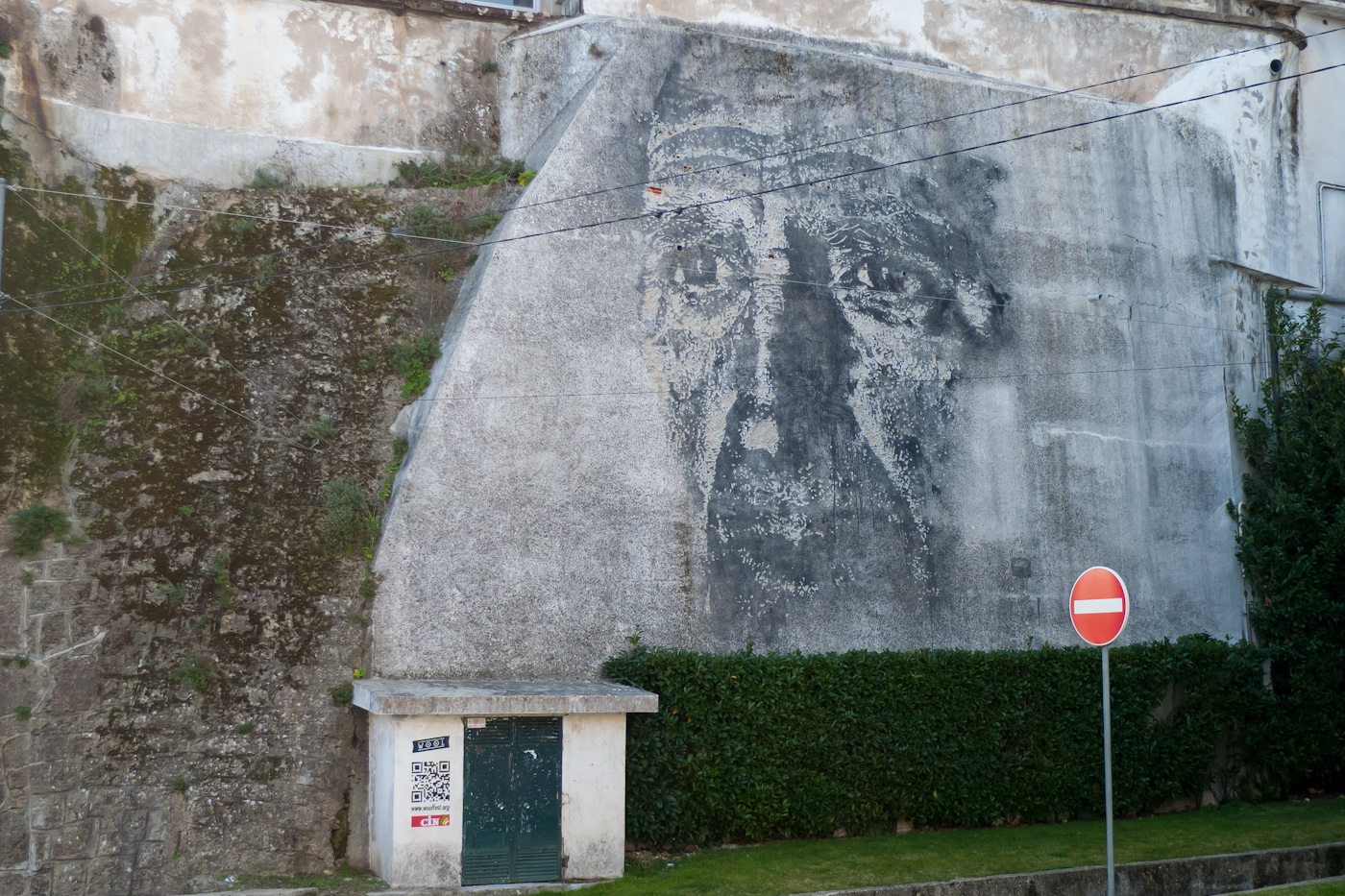
Opere d'arte di Vhils a Covilhã
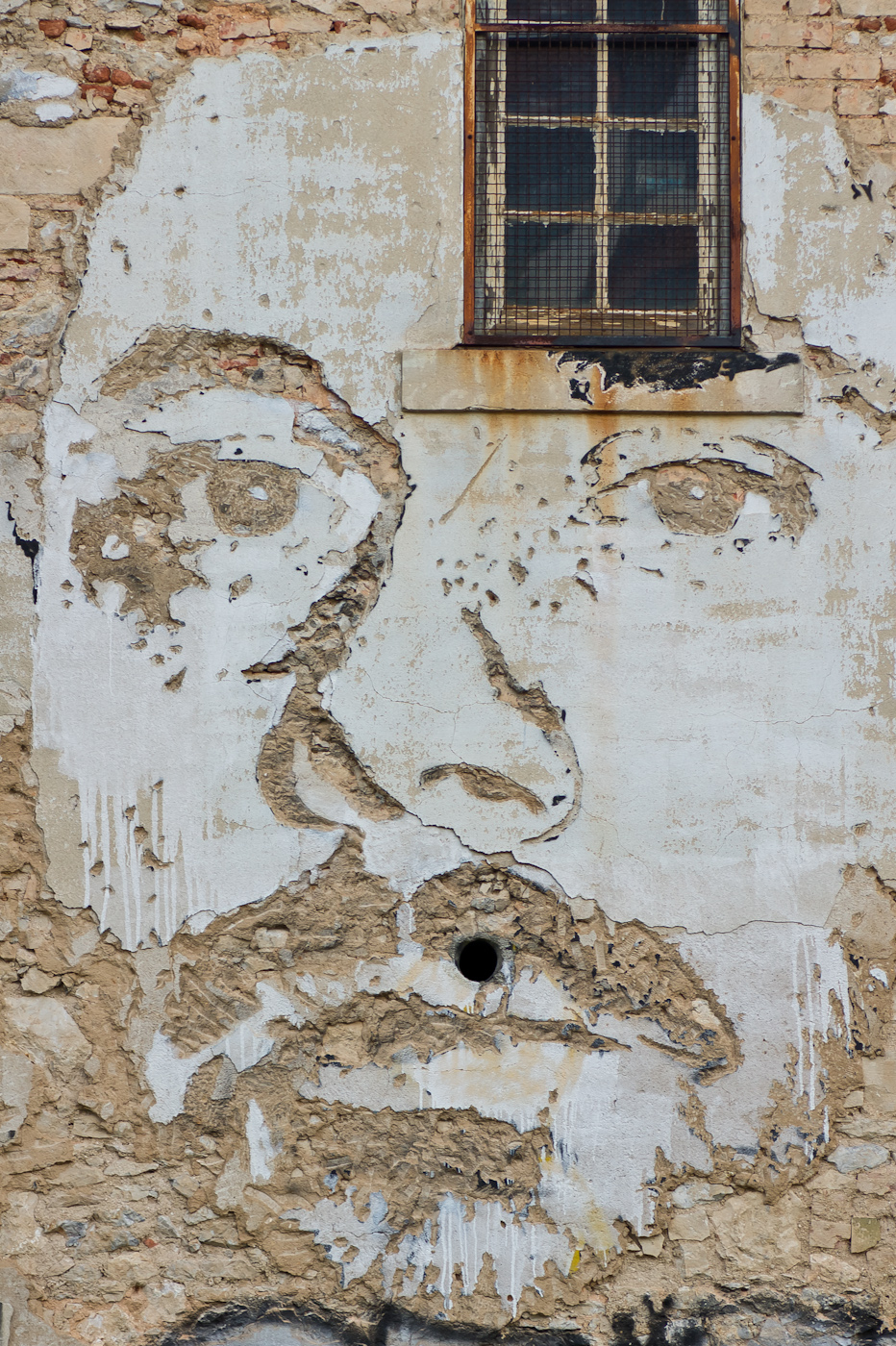
Autoritratto murale
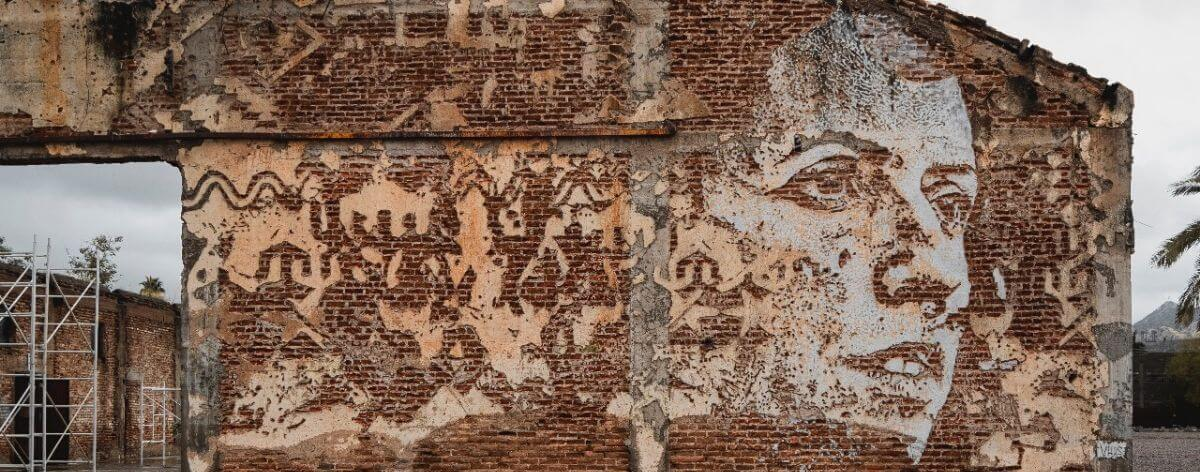
Murale a Hermosillo
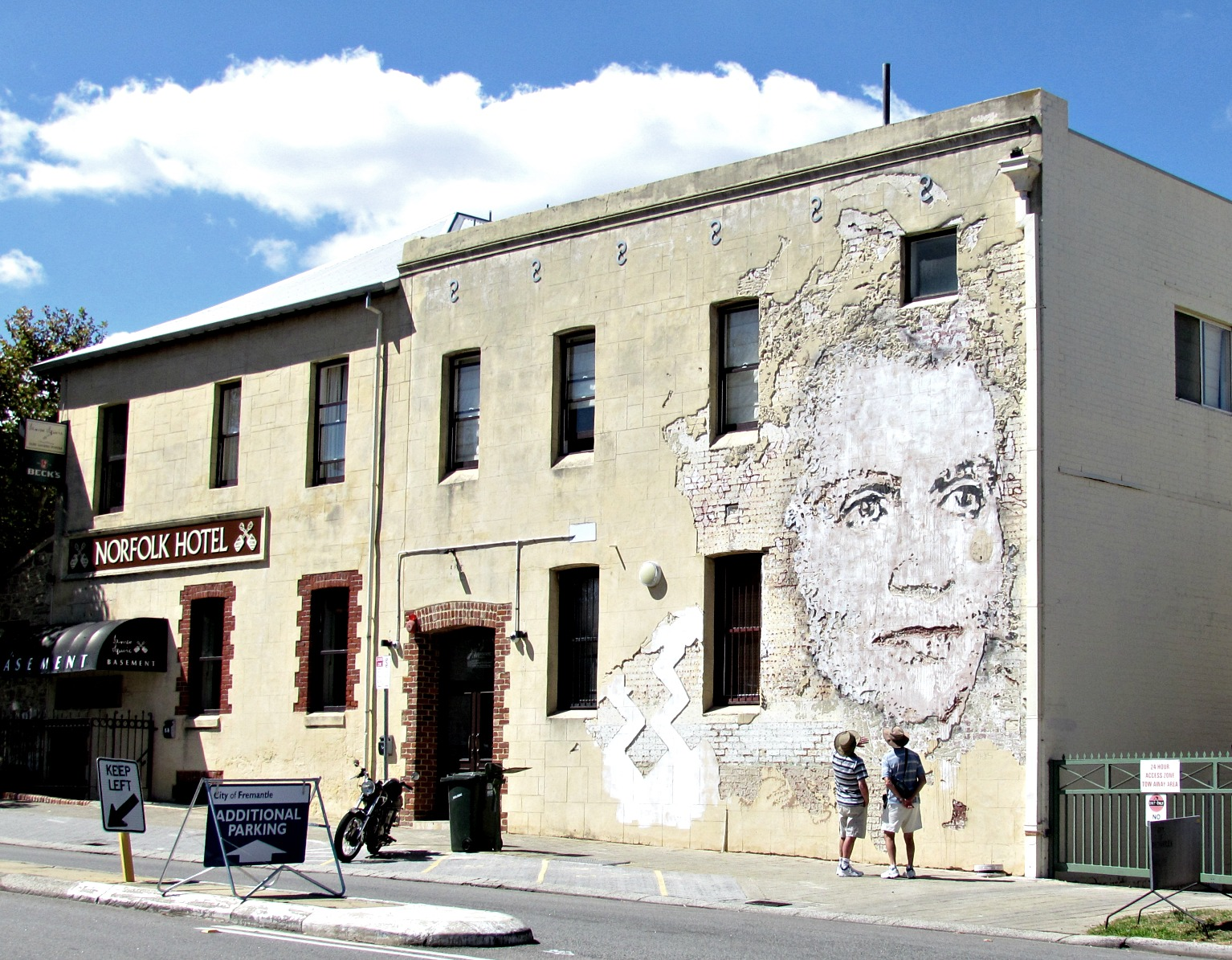
Murale di Dorothy Tangney a Fremantle